# Bouteille de vin
Pour les articles homonymes, voir bouteille (homonymie).

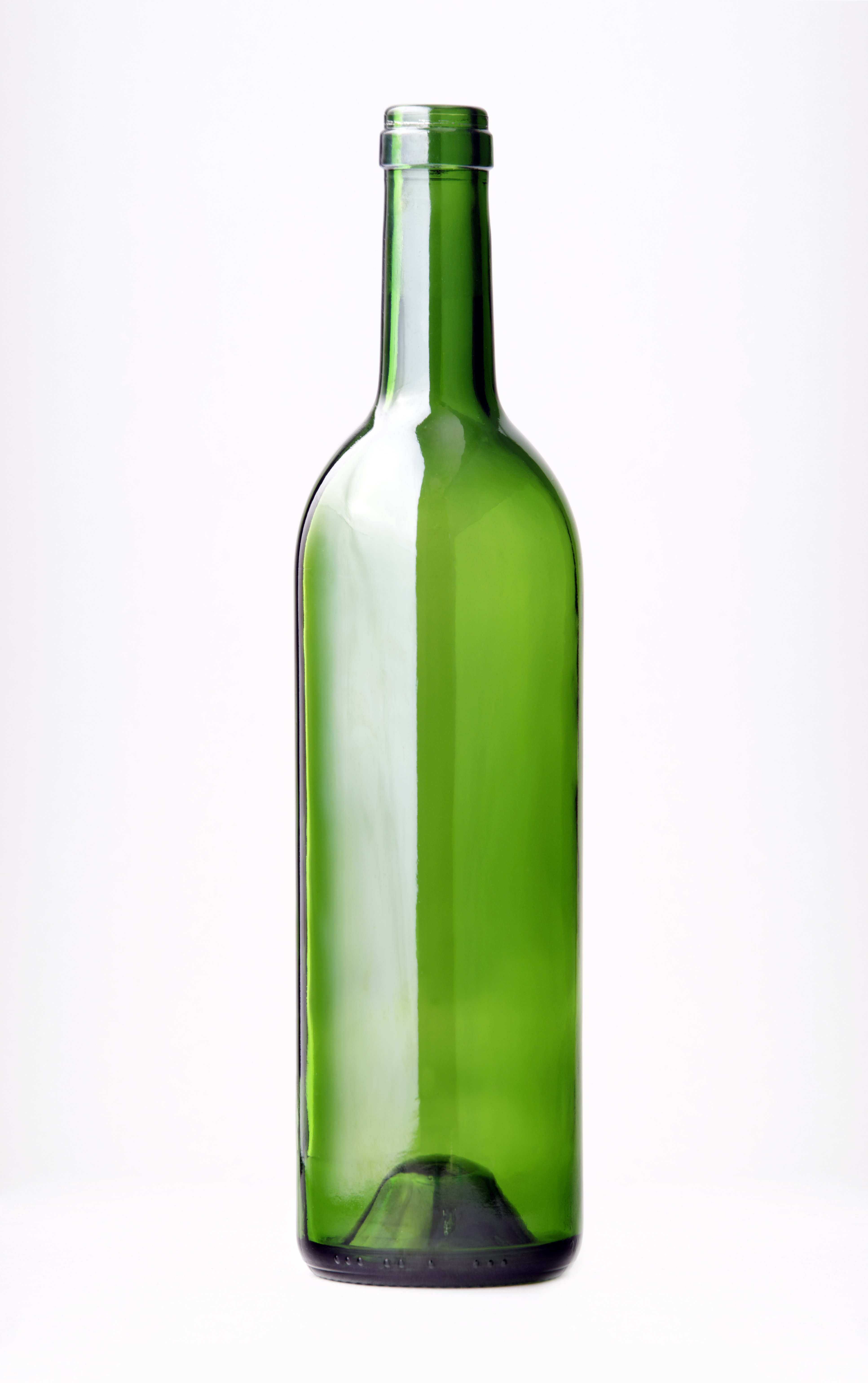
Bouteille de vin en verre vert.

Une bouteille de vin est une bouteille, généralement en verre, qui est spécialement destinée à contenir du vin. En général, elle porte une étiquette présentant le vin contenu.

## Histoire

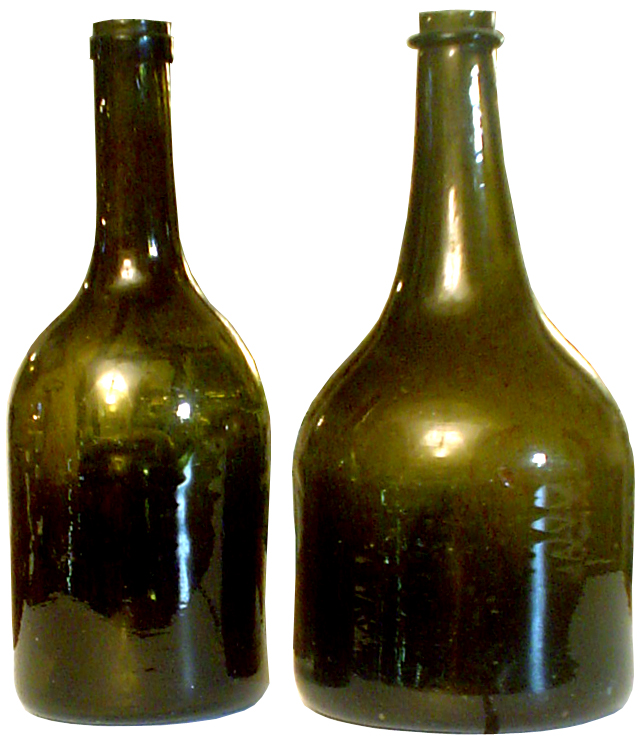
Deux bouteilles à vin de Meuse, dites « voleuses », du musée de la Gourmandise à Hermalle-sous-Huy en Belgique XVIII.

Un des plus anciens des petits contenants de ce liquide est l'outre à vin (de). Dans l'Antiquité, les amphores, bouchées avec du plâtre ou du liège, assurent des siècles durant une excellente conservation du vin. La substitution progressive du tonneau gaulois (plus léger, roulable ou transportable à dos d'animal) aux amphores (lourdes, fragiles, peu empilables) se répand dans la partie septentrionale de l'Empire romain à partir du IIe siècle où il est principalement utilisé pour la conservation et le transport du vin. Son emploi se généralise à compter du IIIe siècle même si, contrairement à ce contenant, l'amphore ne souffre pas de fuites et ne laisse pas passer l'air, empêchant le vin de se transformer en vinaigre. « Quant au verre, il est utilisé pour fabriquer des flacons dont les fragiles goulots ne supportent que le bois, la cire ou le cuir comme moyen de bouchage. Réservés au service de la table, ils sont inadaptés au transport ou à la conservation du précieux breuvage ».
Au début du XVIIe siècle, l'industrie verrière (en) en Angleterre est un facteur important de déboisement et menace l'approvisionnement en bois de la marine. Un édit royal de Jacques Ier, inspiré par l'amiral de la Royal Navy Robert Mansell, interdit en 1615 aux souffleurs de verre d'alimenter leurs fours avec du bois. Mansell fait installer, vers 1620, les premiers fours à charbon de terre à Newcastle. Dès lors, les verreries à houille se développent, les puissants fours produisant un verre plus opaque, plus épais et plus résistant que le verre blanc des fours à bois. Le diplomate anglais Sir Kenelm Digby est considéré comme l'inventeur de la bouteille de vin moderne. Il lance après 1645 la fabrication en série du verre de houille, avec des bouteilles au fond creusé (fond « piqué », initialement pour assurer une meilleure stabilité), au verre épais et sombre (la couleur verte ou brune protégeant le liquide de l'action altérante de la lumière) et au goulot cylindrique dont la régularité et la solidité renforcée par une bague permettent d'améliorer le bouchage.
Le bouchon de liège, élastique et imperméable, découvert par les Anglais avec le commerce du Porto, assure l'étanchéité de la bouteille et la respiration du vin. Le goulot renforcé permet au viticulteur d'enfoncer le bouchon de liège à coups de maillet sans faire éclater le col de la bouteille. Ainsi, le bouchon de liège est devenu le bouchage idéal. Le bouchon était cacheté avec un mélange de suif, de cire et de résine additionné d'un pigment (bleu de Prusse, ocre...) afin de le protéger de toute agression extérieure. La cire à cacheter est encore parfois utilisée mais la capsule de surbouchage est plus utilisée désormais. Entre 1960 et 2019, en France, cette capsule devait porter le sceau de Mariane. 
C'est d'ailleurs en raison de son origine britannique que la bouteille standard possède la contenance standardisée de 0,75 litre depuis le XIXe siècle. Plusieurs théories farfelues ont tenté d'expliquer l'origine de cette mesure, officiellement fixée en 1866 mais il s'agit en fait d'une organisation pratique et historique. Les Anglais qui avaient le monopole de la livraison de vin de Bordeaux, le transportaient en barrique de 225 litres. Or, ils utilisaient comme unité de mesure le gallon impérial (4,546 09 litres). Une barrique faisait 50 gallons et les Anglais avaient adopté un contenu qui donne un chiffre rond : 225 litres correspondaient à 300 bouteilles de 0,75 litre, 1 gallon équivalant ainsi à 6 bouteilles, ce qui explique que les caisses de vin à la vente contiennent généralement 6 bouteilles.

Cachets de verreries présents sur des bouteilles
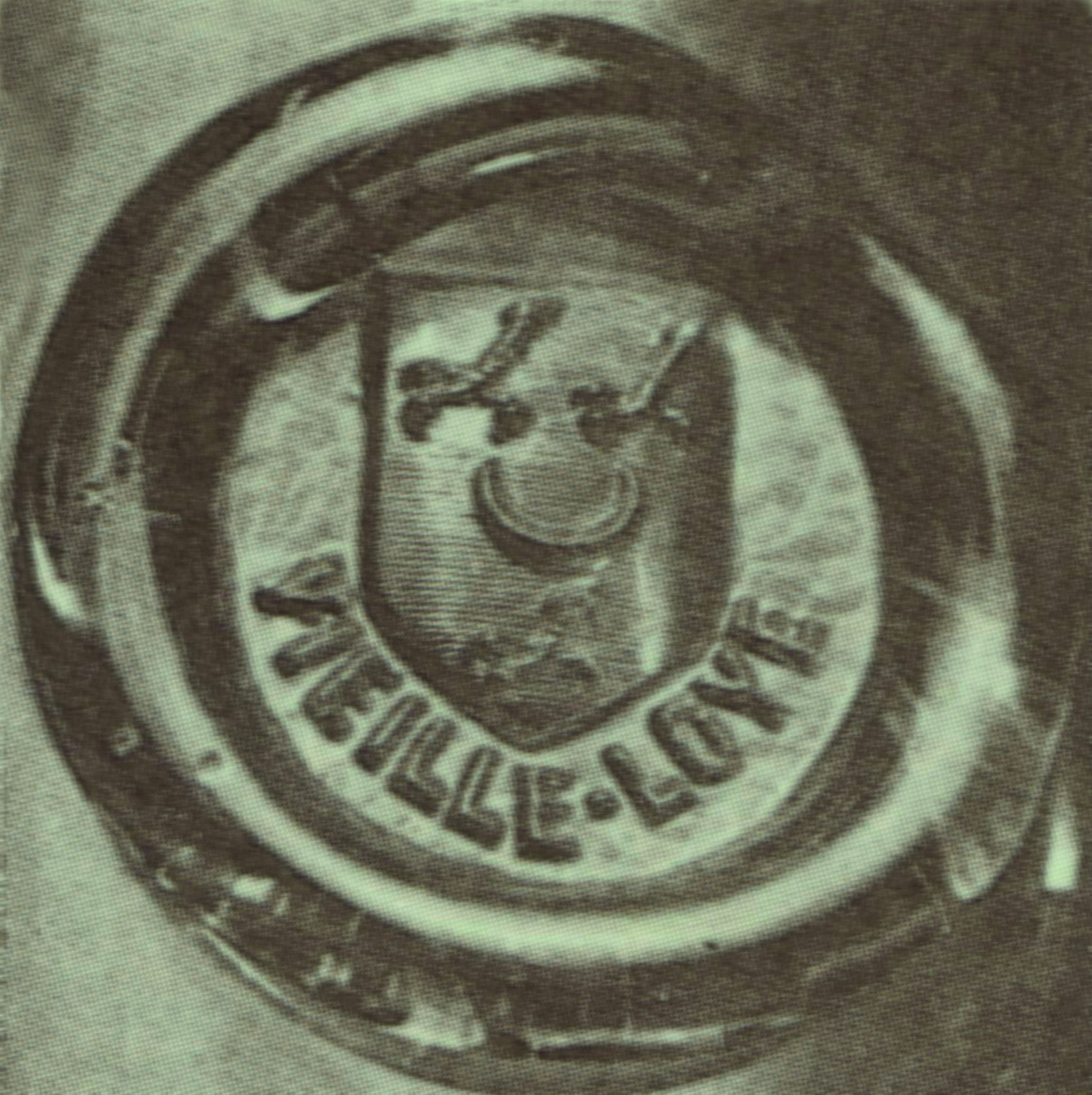
Cachet du verrier Duraquet, fondateur de la Vieille-Loye, dans le Jura, en 1630.
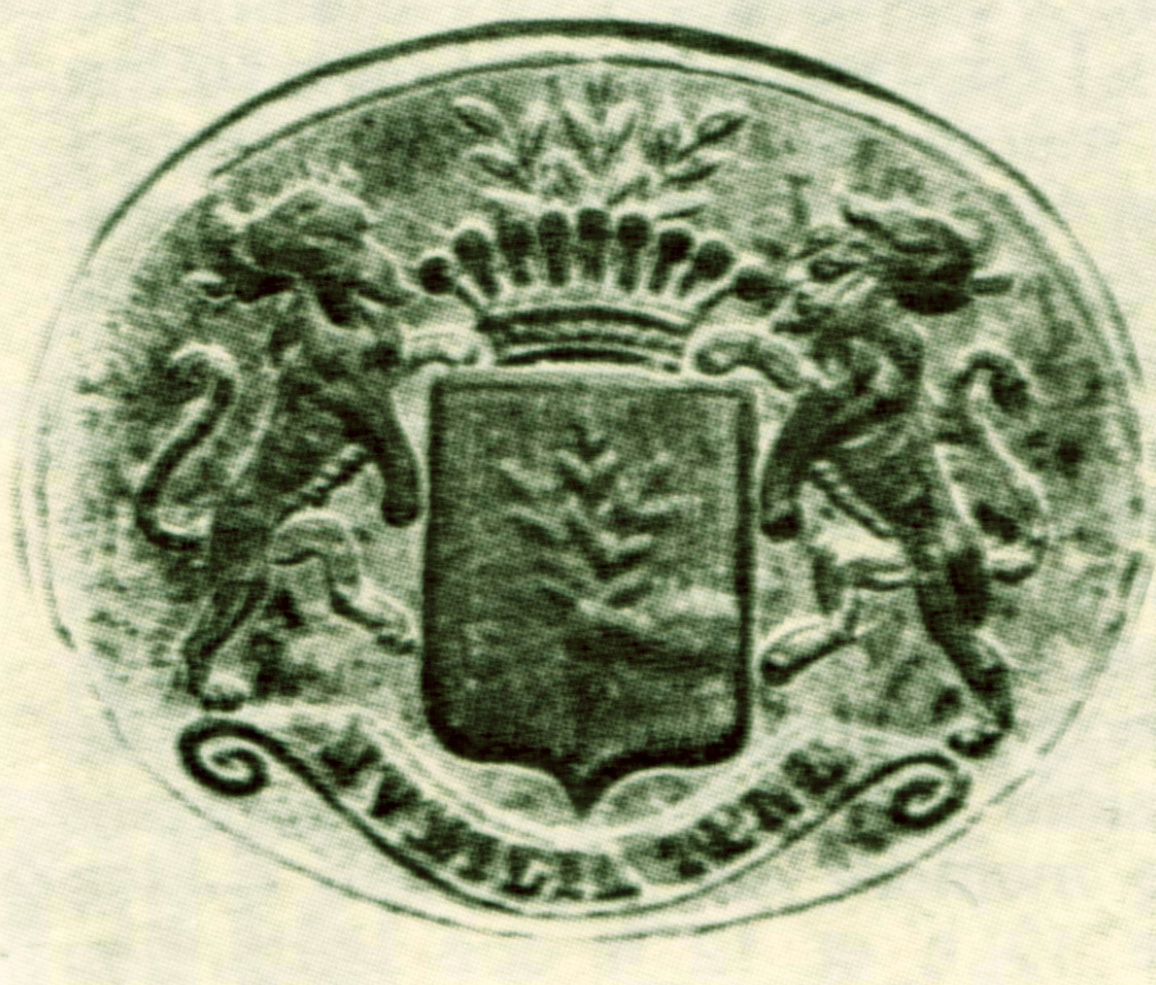
Cachet de la verrerie de la Vieille-Loye utilisé vers 1880 par le verrier Tinseau.
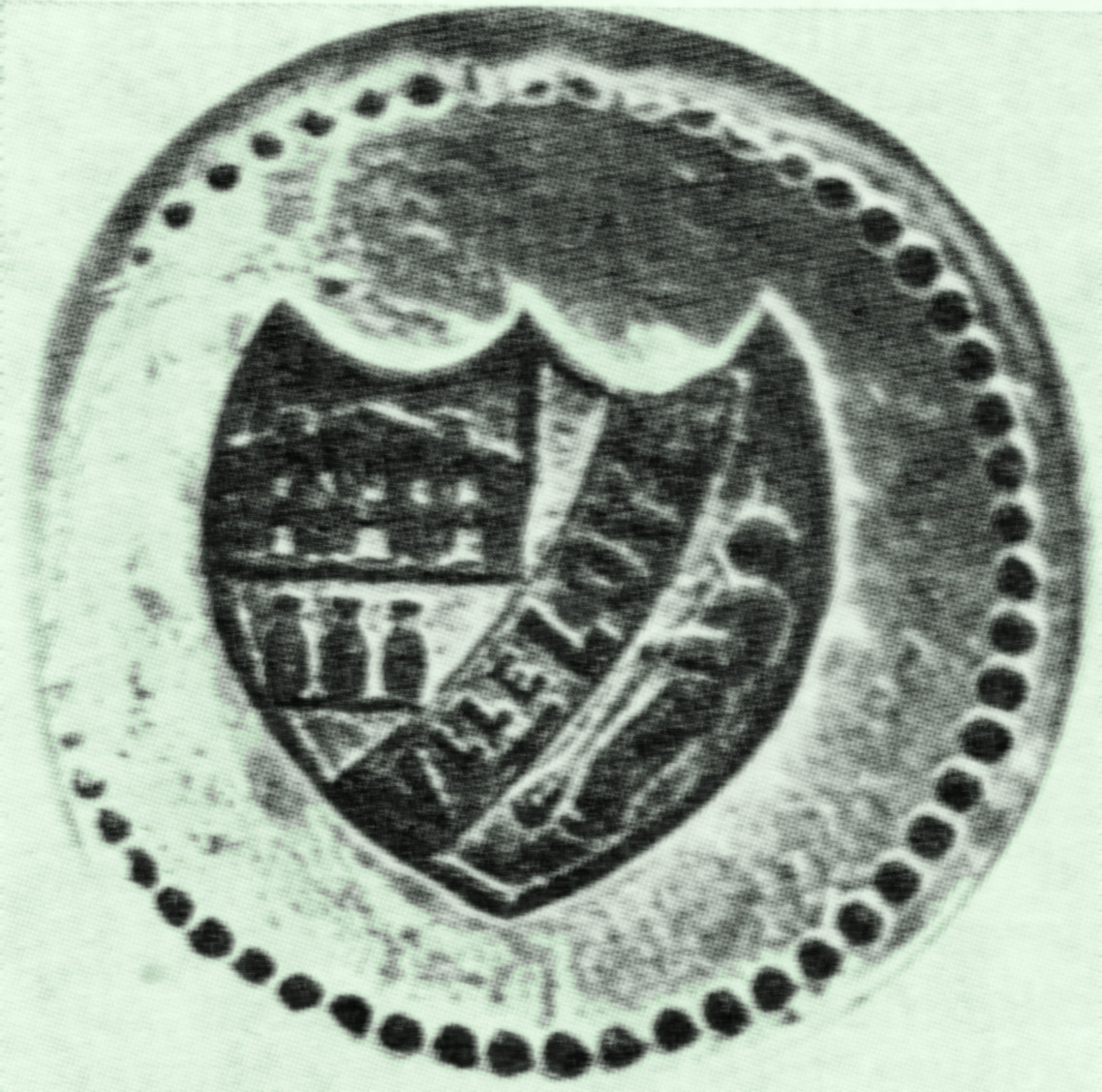
Cachet de la verrerie Vieille-Loye, représentant un souffleur et un four à recuite, fin XIXe siècle.

Anciennes bouteilles de vin de Bourgogne (musée du vin de Bourgogne de Beaune)
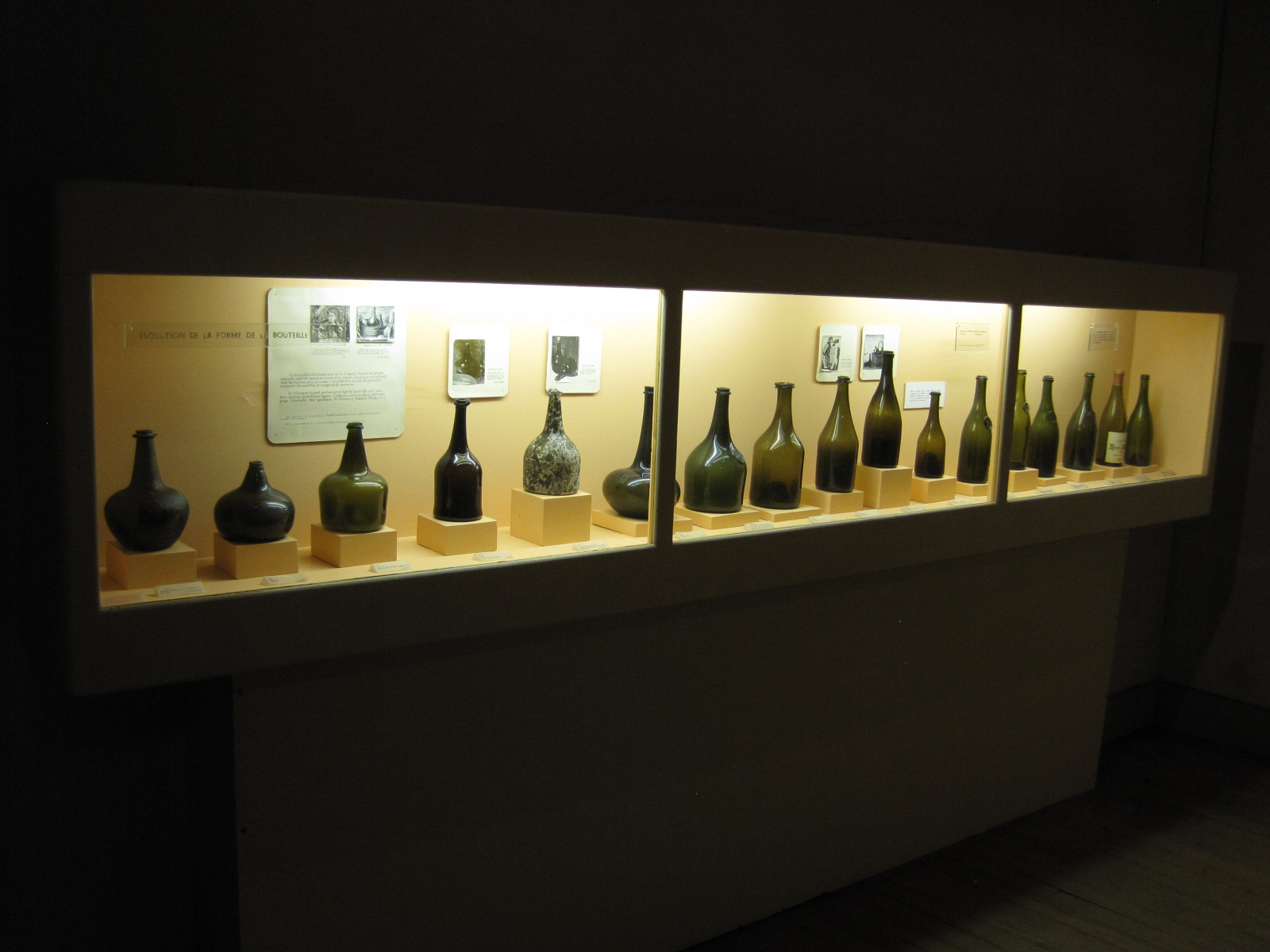
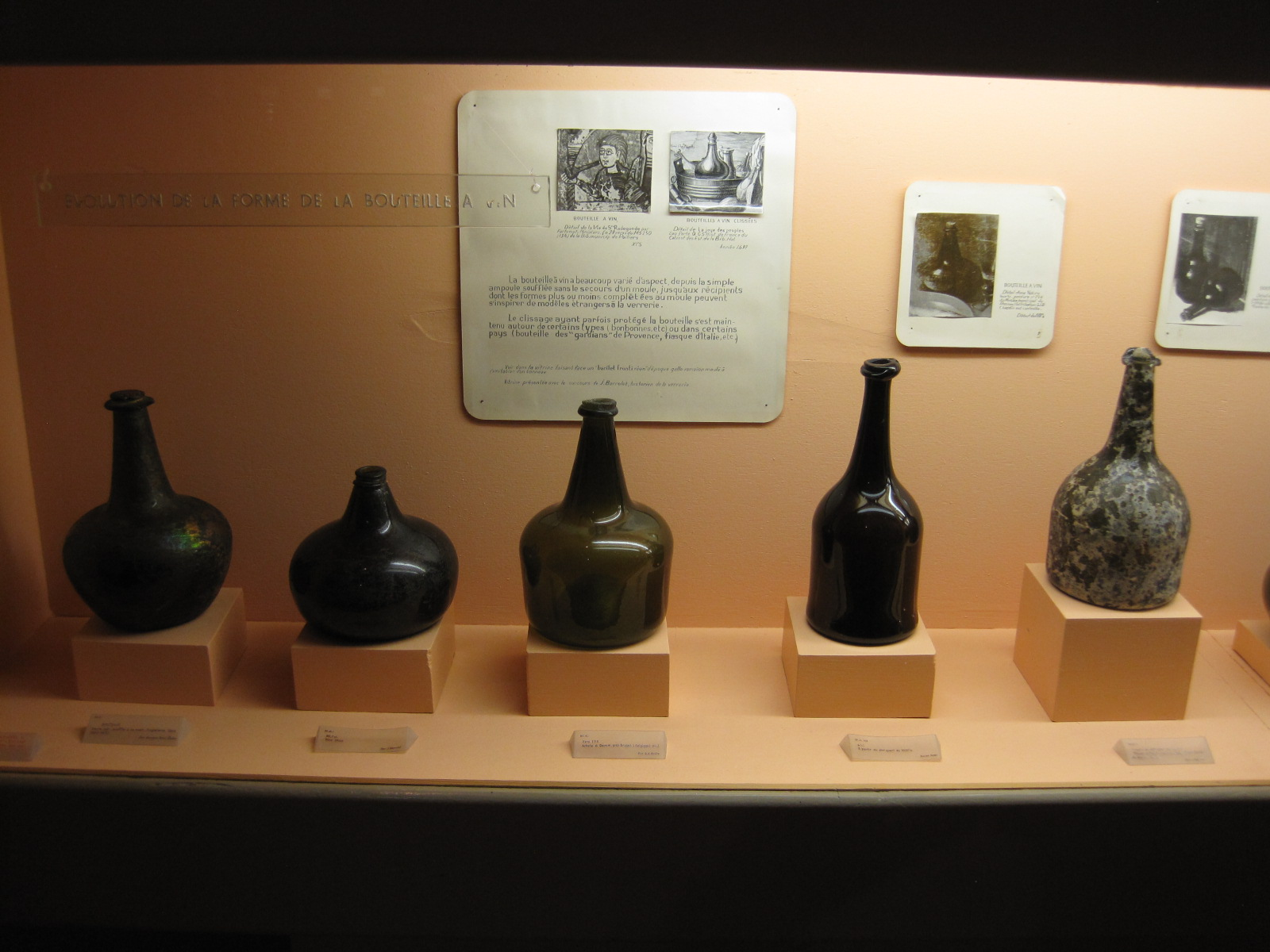
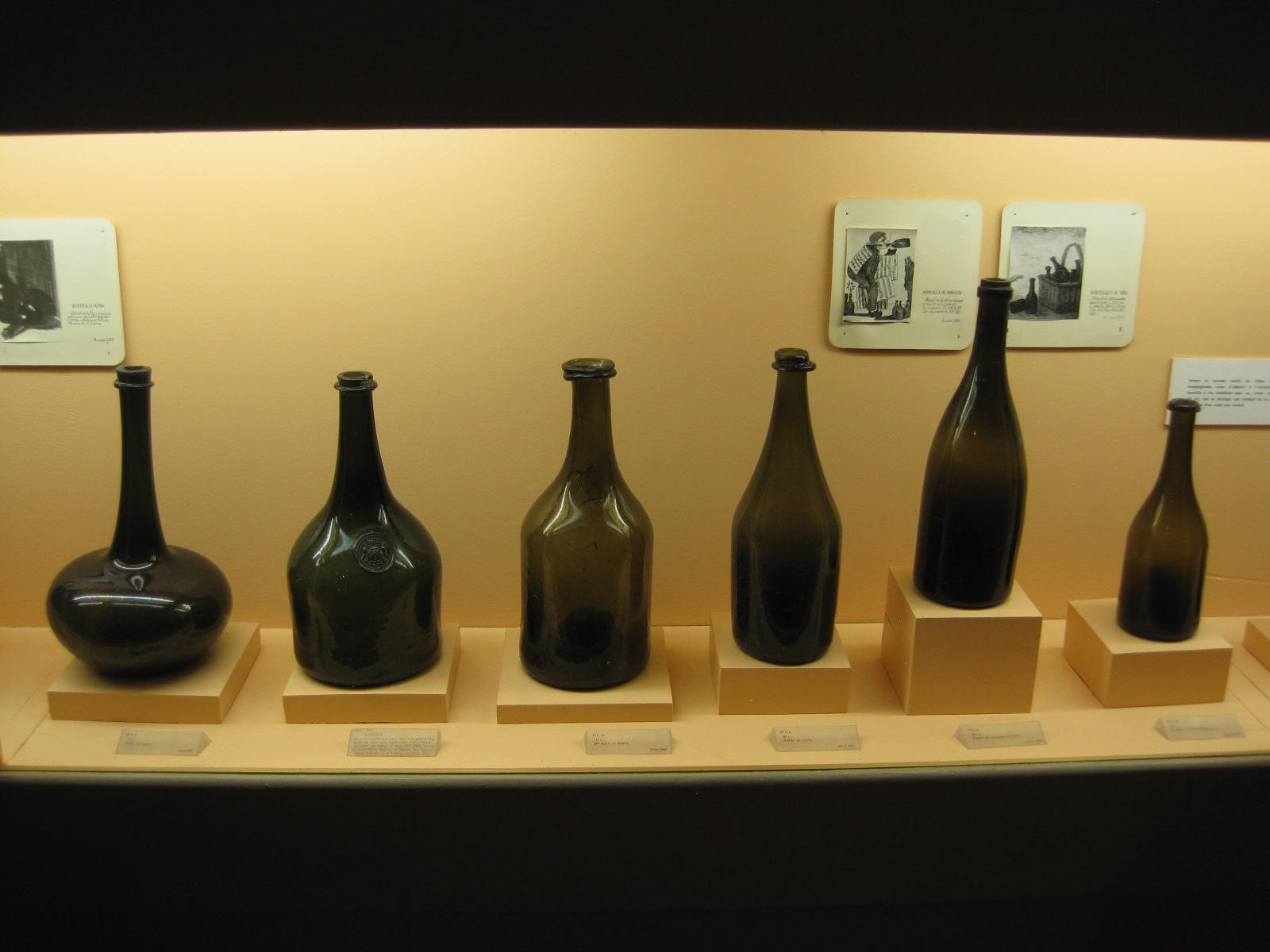
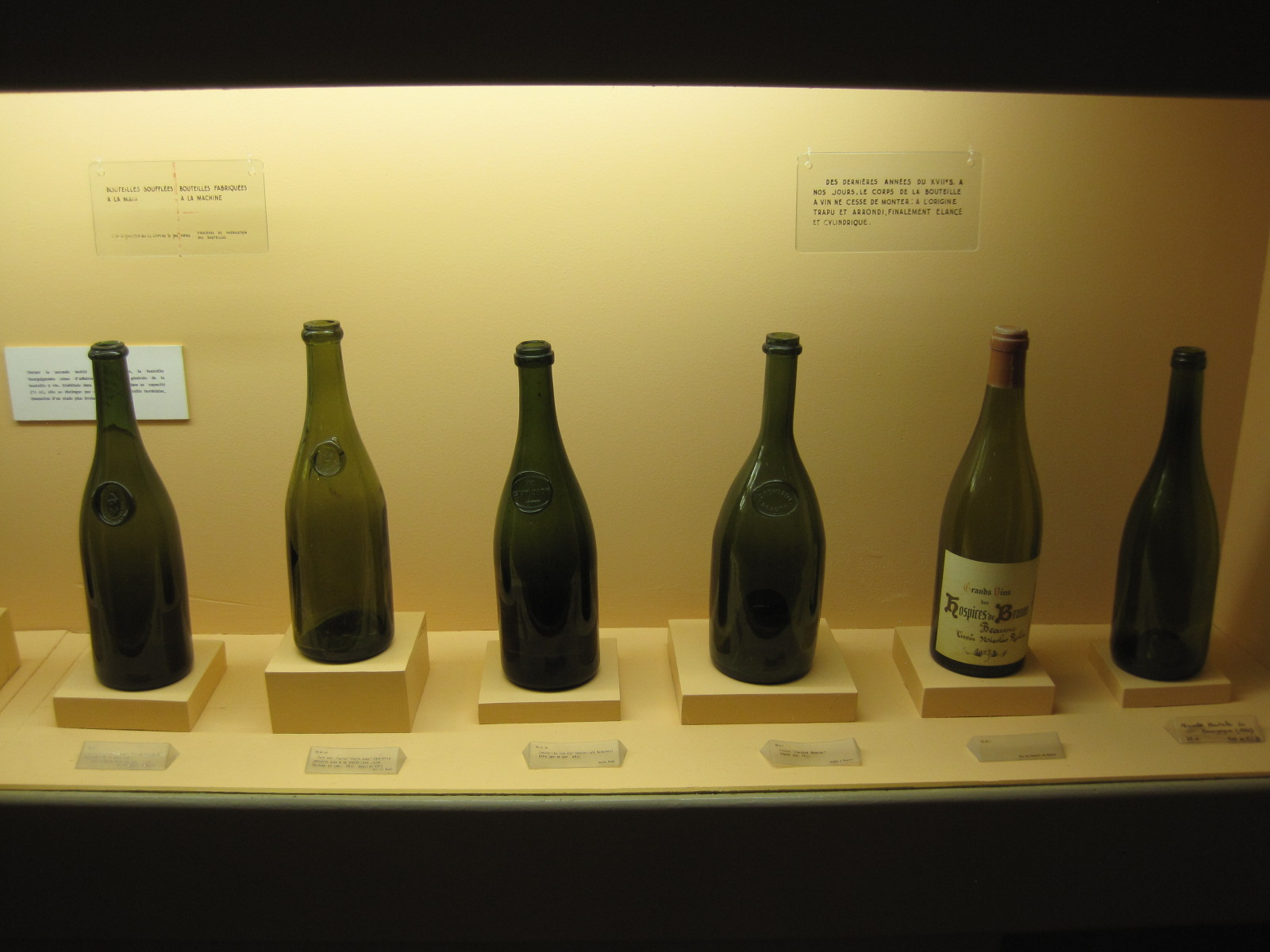
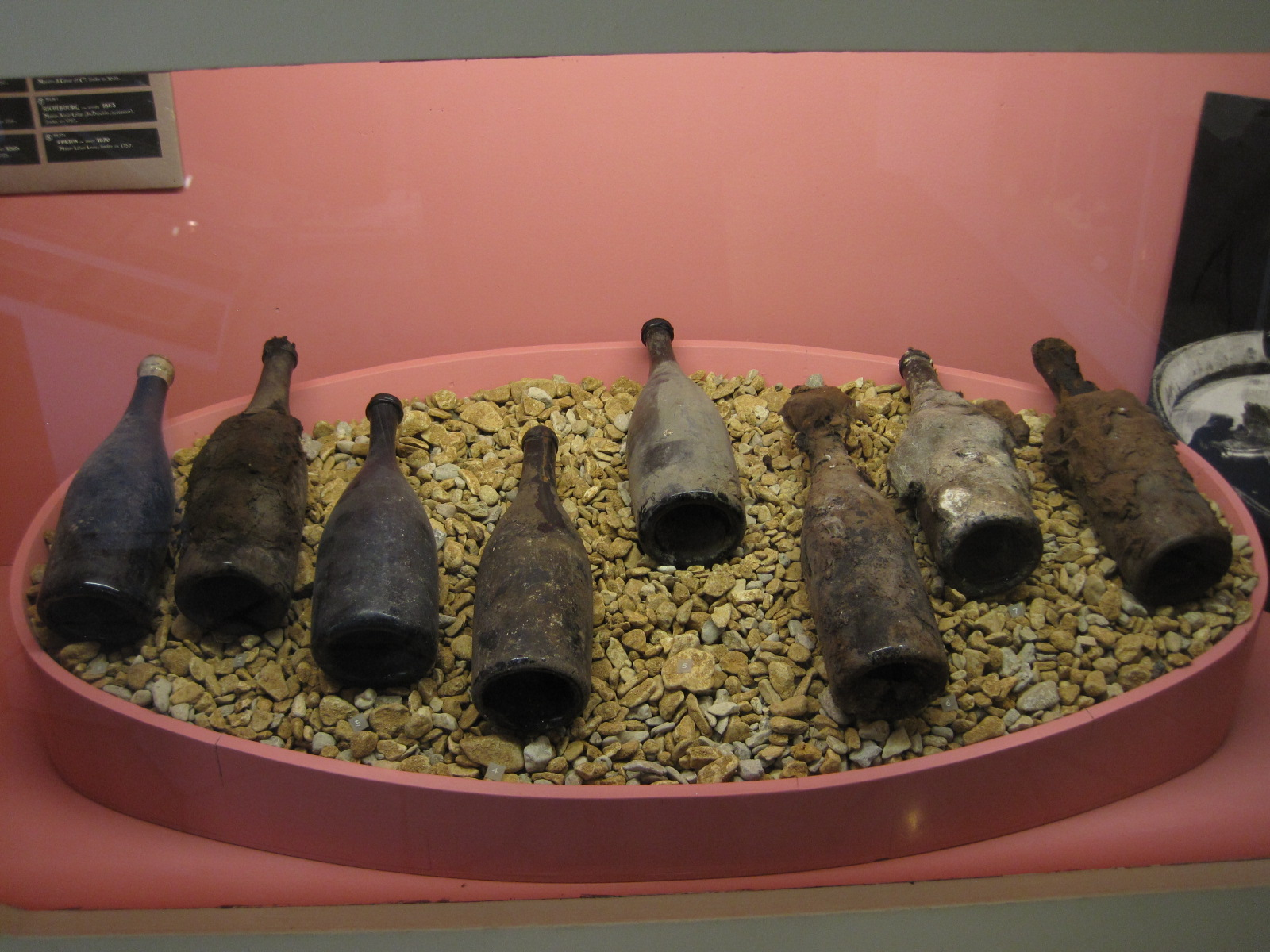
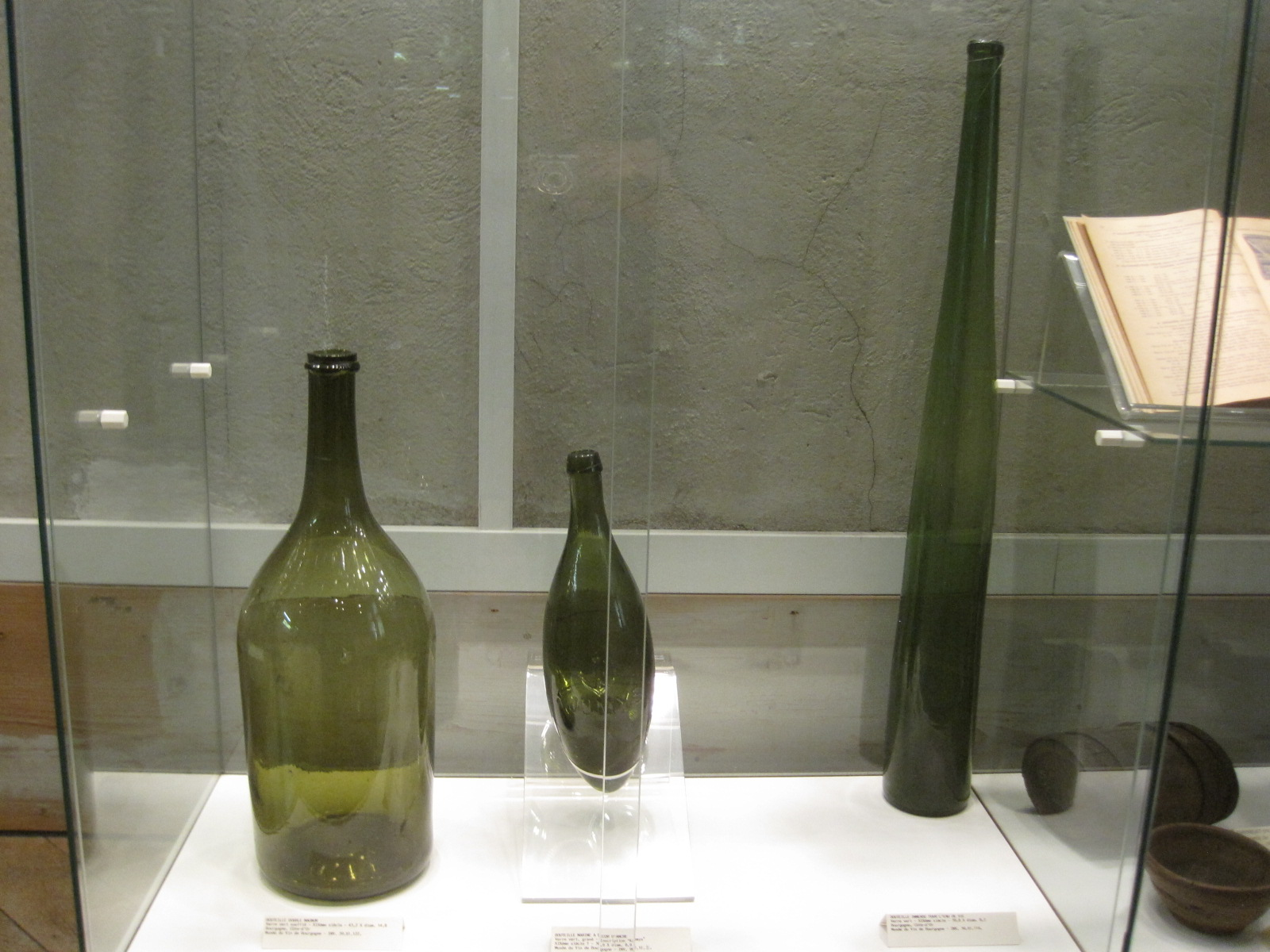

## Anatomie
En général, une bouteille de vin se compose de plusieurs parties :
- la bague, qui entoure la partie supérieure ;
- le col, qui correspond à la partie effilée au sommet, se termine par le goulot, par où coule le liquide ;
- l'épaule, c'est-à-dire la partie évasée qui relie le col au fût ;
- le fût, qui est la partie principale et la plus large de la bouteille ;
- le fond, ou cul, qui peut être plat, piqué (convexe) ou semi-piqué.

## Variation régionale
| Nom            | Volume  | Origine  |
| -------------- | ------- | -------- |
| Mignonette     | 5 cl    | -        |
| Demi-bouteille | 35 cl   | Rhin     |
| Fillette       | 37,5 cl | Loire    |
| Pot            | 46 cl   | Lyon     |
| Désirée        | 50 cl   | Suisse   |
| Clavelin       | 62 cl   | Jura     |
| Demi-Pot       | 70 cl   | Vaud     |
| Bouteille      | 75 cl   |          |
| Flûte          | 75 cl   | Moselle  |
| Namuroise      | 80 cl   | Namur    |
| Grosse panse   | 1,28 l  | Liège    |
| Pot            | 1,4 l   | Vaud     |
| Fiasque        | 1,5 l   | Chianti  |
| Dame-jeanne    | 10 l    | Provence |

La forme de la bouteille renseigne sur l'origine du vin qu'elle contient.
En France, on trouve ainsi :
- la « bordelaise », créée par le Conseil interprofessionnel des vins de Bordeaux, utilisée aussi pour les vins du Sud-Ouest,
- la « bourguignonne », utilisée pour les vins de Bourgogne, qu'on retrouve aussi dans d'autres régions :
  - avec la « jura » et le « clavelin » pour les vins du Jura et de Savoie,
  - avec la « muscadet » et l'« anjou » pour les vins de la Loire,
  - avec la « rhodanienne », pour les vins des Côtes du Rhône,
- la « champenoise », pour les champagnes (bien qu'il existe des bouteilles spéciales comme celle du Dom Pérignon),
- la « flûte » d'Alsace, à l'aspect pointu et allongé, utilisée pour les vins d'Alsace,
- la « gaillacoise », utilisée pour les vins de Gaillac,
- la « flûte à corset », dont la partie cylindrique est resserrée à la base, qui est utilisée pour les vins de Provence et de Corse,
- le « clavelin », d'aspect rebondi, trapu, surmonté d'un col fin, est, de fait, exclusivement réservé aux vins jaunes du Jura et sa contenance, dérogatoire à la règle générale, est de 62 cl.

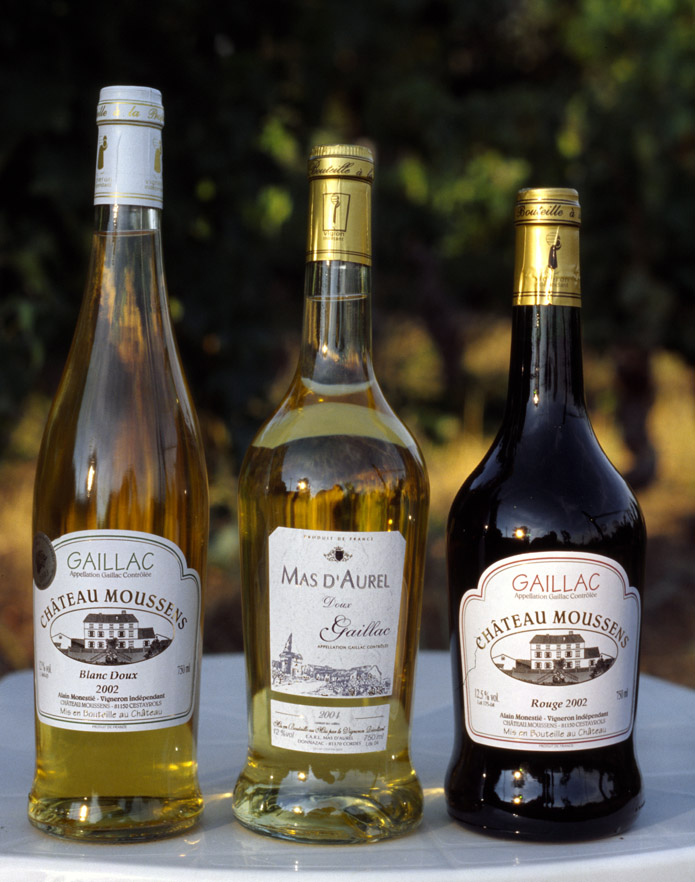
Gaillacoises.
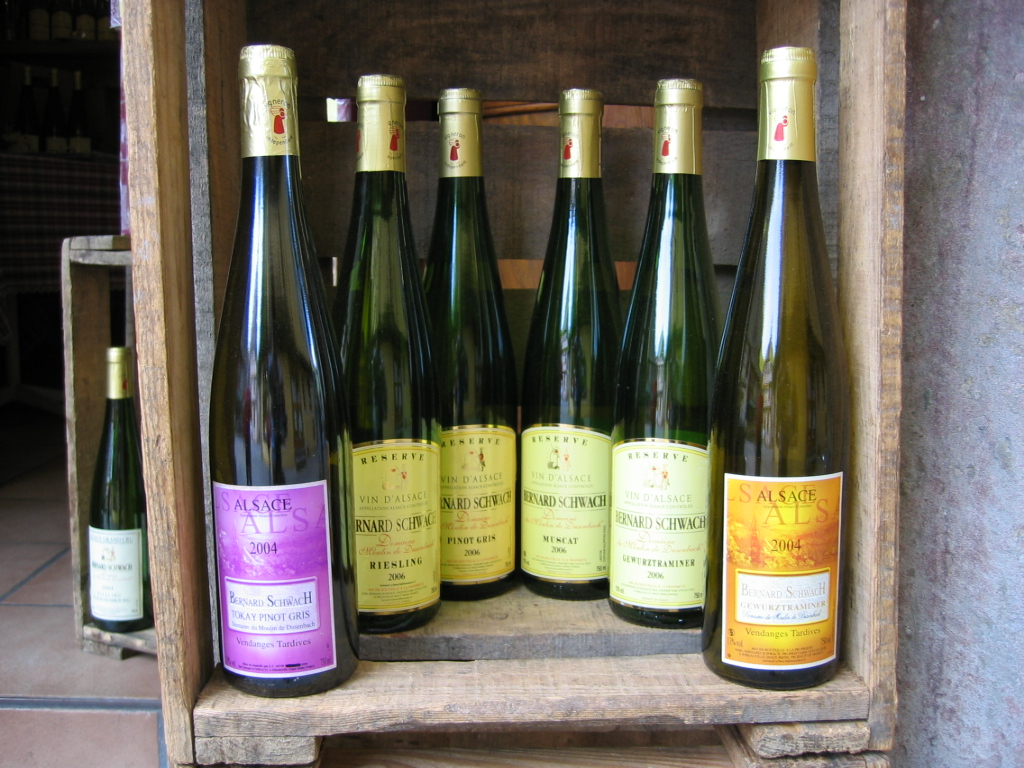
Bouteilles de tokay-pinot-gris, Riesling, pinot-gris, muscat, gewurztraminer et vendanges tardives du vignoble d'Alsace.
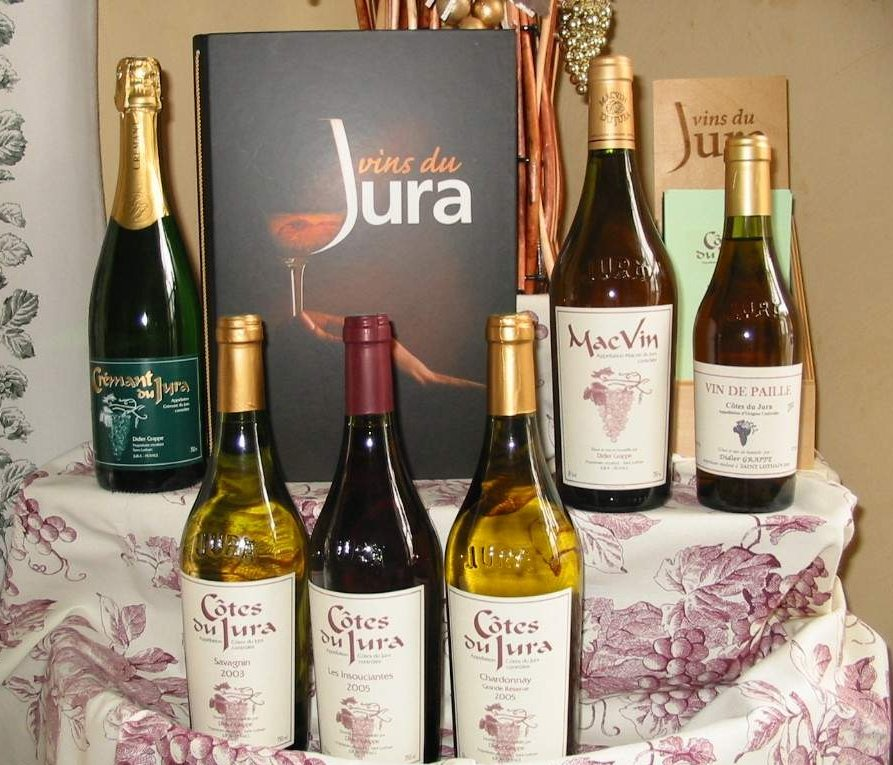
Bouteilles de Crémant, MacVin, Vin de paille, Savagnin, Chardonnay du vignoble du Jura.
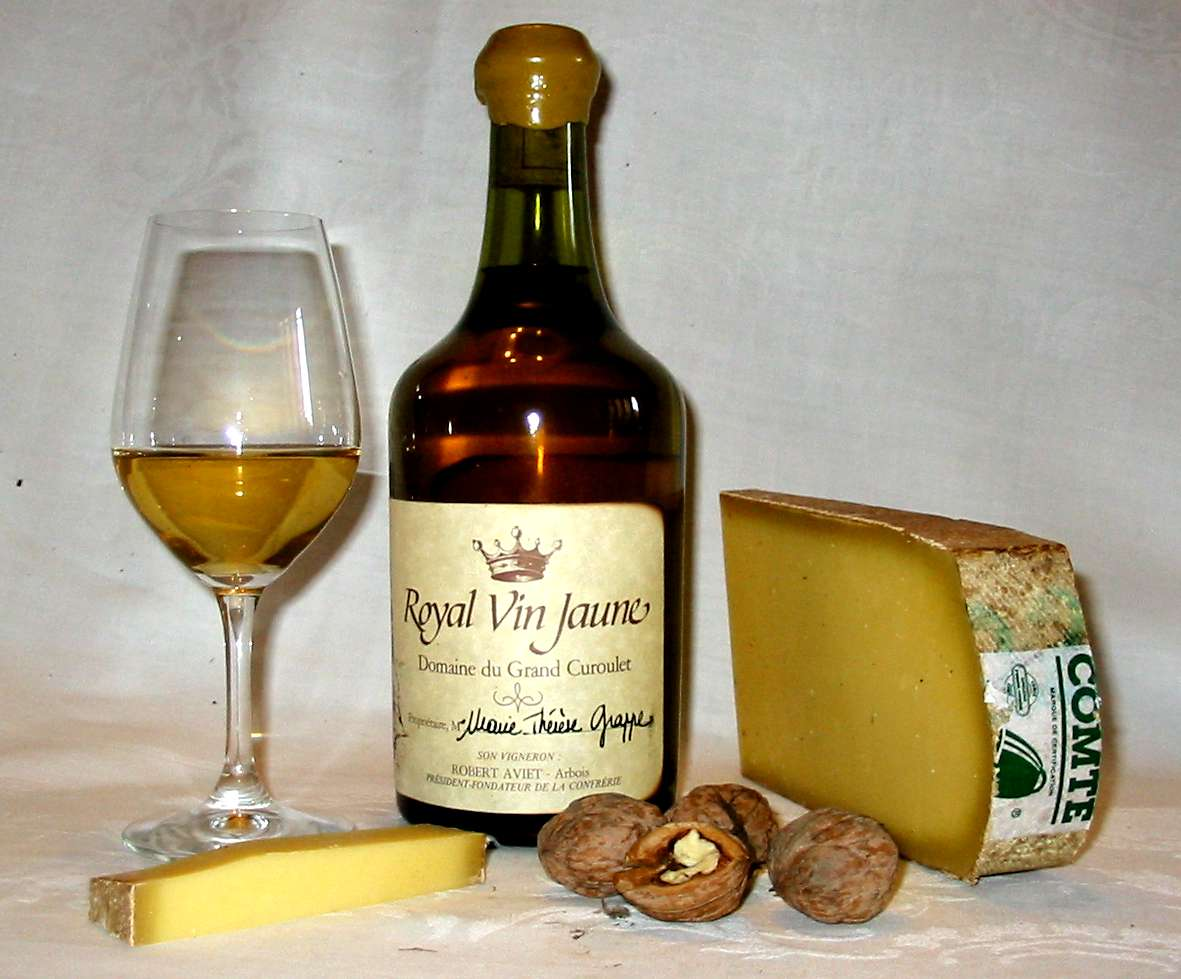
Clavelin de vin jaune du vignoble du Jura.
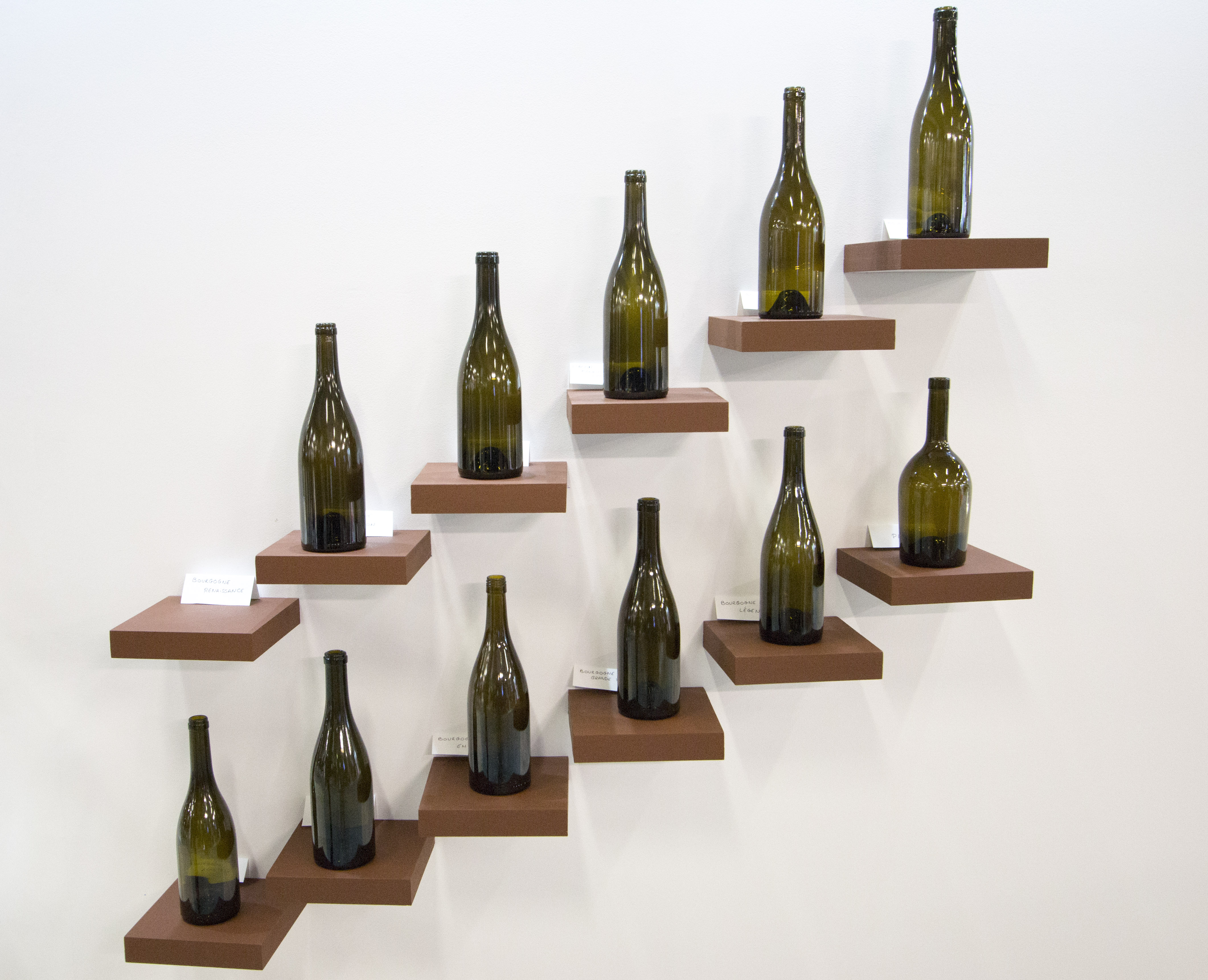
Bouteilles de forme bourguignonne.
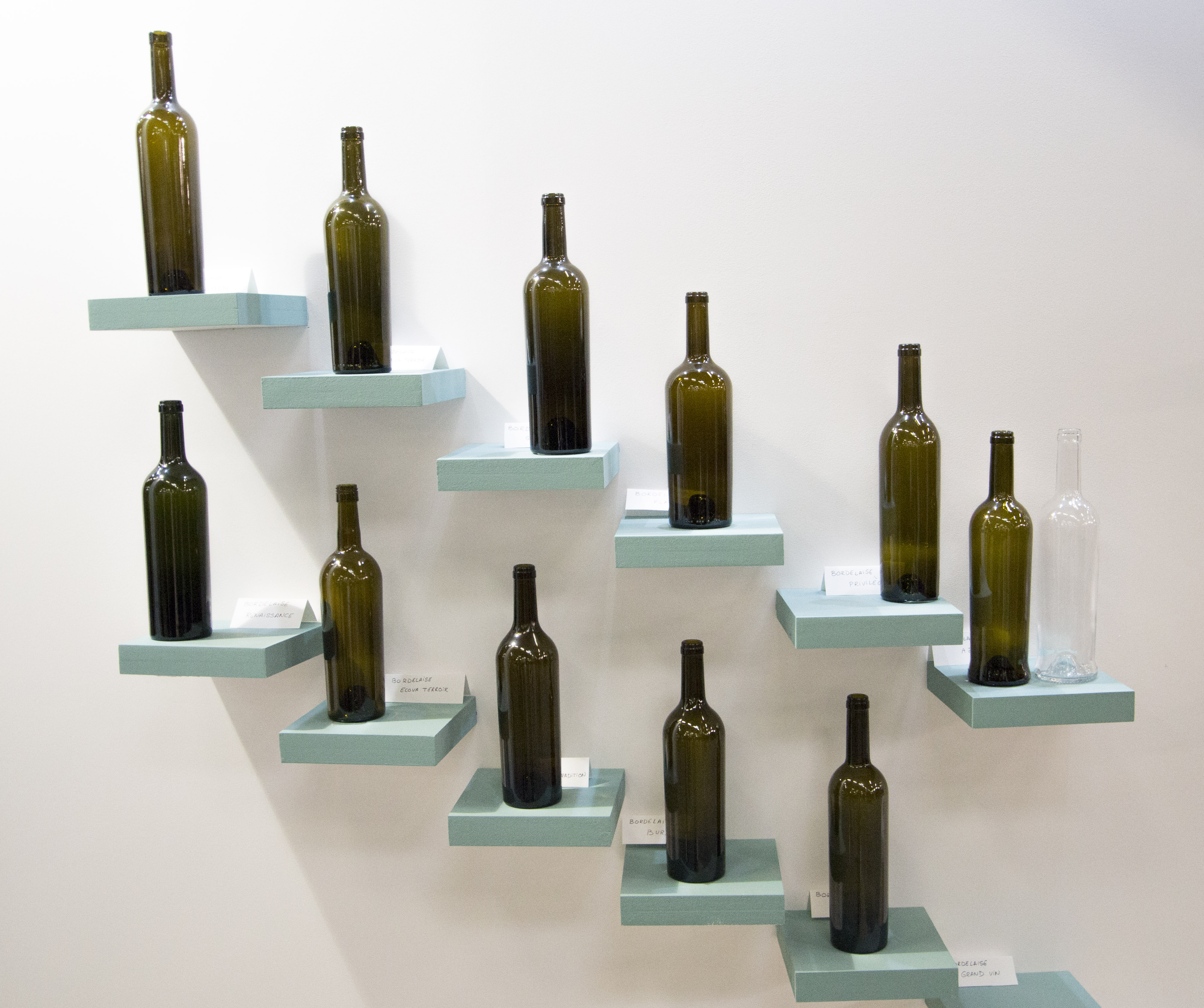
Bouteilles de forme bordelaise.
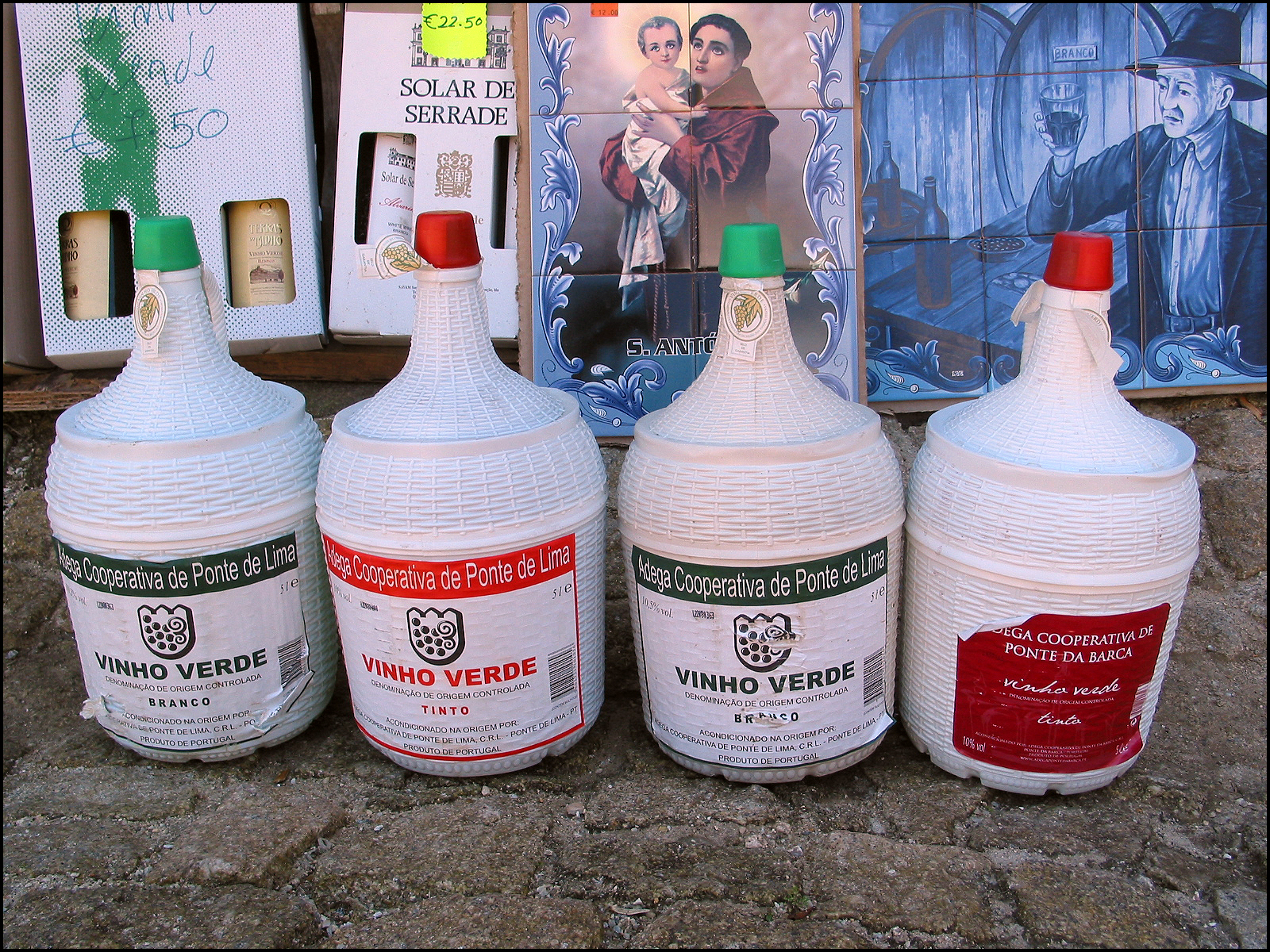
Bouteilles de Vinho Verde.

À travers le monde, les formes et les dénominations utilisées se réfèrent aux termes français « bouteille bourguignonne » (burgundy bottle shape), « bouteille bordelaise » (bordeaux bottle shape), etc.
Lorsqu'une bouteille est vide, on l'appelle familièrement un « cadavre ».

## Couleur
La couleur du verre utilisé peut varier, d'un translucide parfait à des tons de vert, jaune, ou plus rarement brun-rouge. La raison initiale de la coloration tenait sans doute à une certaine protection du vin vis-à-vis de la lumière, mais aujourd'hui le choix de la teinte du verre est généralement lié à des objectifs commerciaux. La teinte du verre de la bouteille est donc choisie pour mettre en valeur la couleur, les nuances et les reflets du vin.

## Contenance

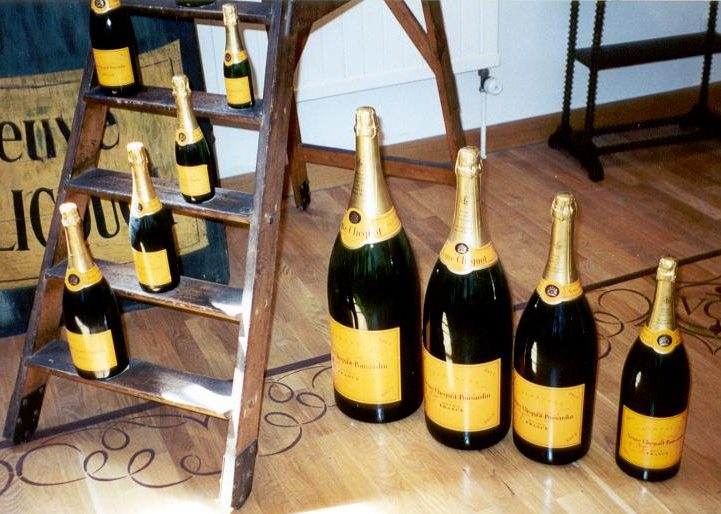
Comparaison de différentes bouteilles de champagne.
De gauche à droite, sur l'escabeau : magnum, bouteille, demie, quart ;
Sur le parquet : balthazar, salmanazar, mathusalem, jéroboam.

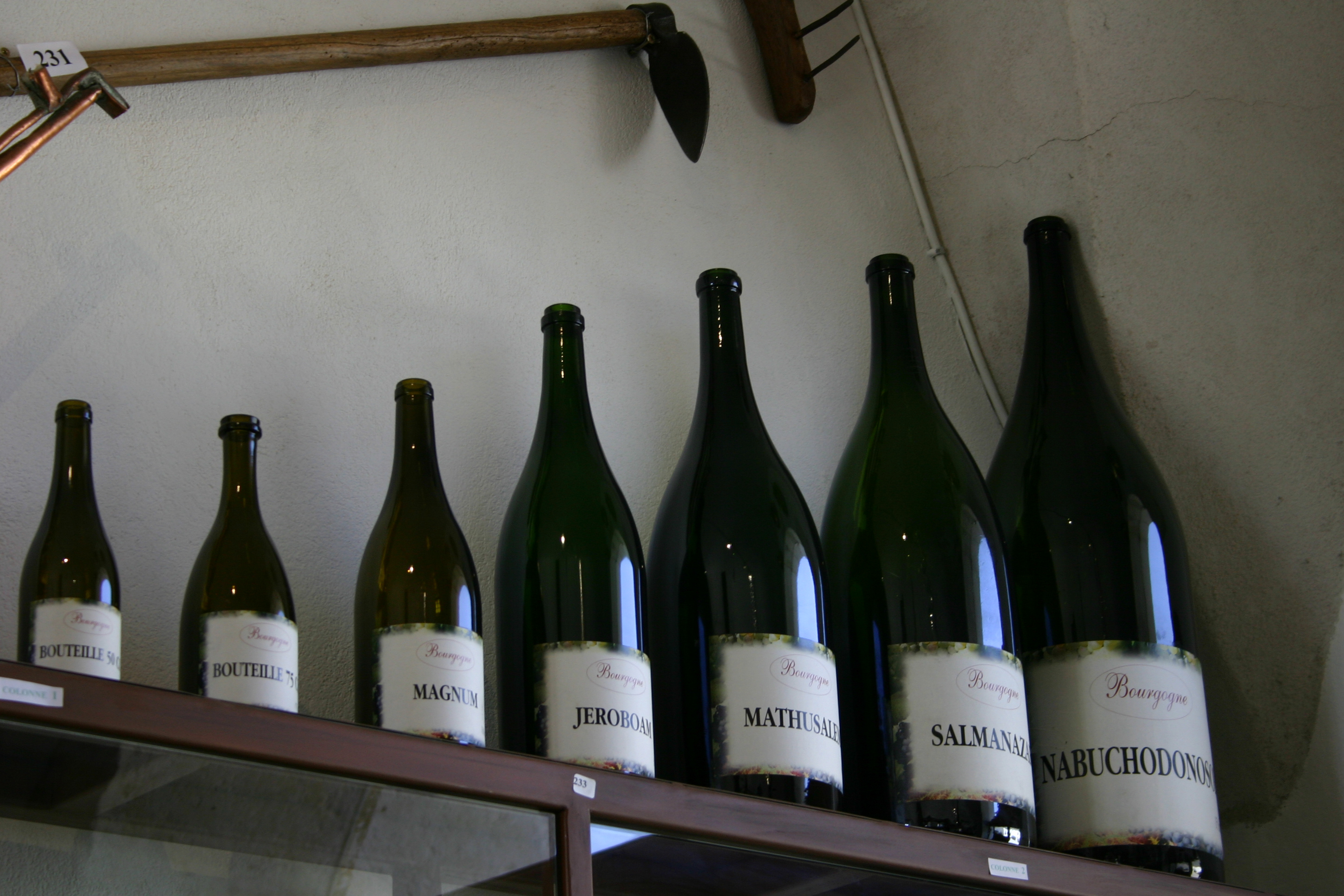
Différentes tailles de bouteilles.

La contenance nominale standard des bouteilles de vin est de 75 cl (tandis que celle des bouteilles d'eaux minérales est de 100 cl). Les « demi-bouteilles » de vin ont une contenance de 37,5 cl. Le « quart » a une capacité nominale de 25 cl.
Divers arrêtés, ordonnances et décrets réglementent, en France et dans les pays européens, les « caractéristiques des bouteilles susceptibles de servir de récipients mesures dans le commerce de certains liquides ». On distingue la capacité « nominale » de la capacité « utile à ras bord », qui est de 26 cl pour un quart de litre et de 202 cl pour un double litre.
Pour les vins, diverses capacités nominales sont admises, depuis le double litre jusqu'au quart. Le litre, familièrement surnommé « kil », est souvent réservé à des vins de table ou, en brasserie-limonaderie, à des vins d'appellation de qualité très courante, voire supérieure aux termes de la dénomination « vin délimité de qualité supérieure », dits « vins de comptoirs »). Pour les collectivités (cantines, restaurants d'établissements de retraite, de vacances, etc.), une mise en bouteilles de 20 cl est licite.
D'autres dérogations tiennent compte de spécificités des terroirs. Ainsi, pour les vins du Rhin, on trouvera le litre-flûte d'un litre, des bouteilles de 70 cl et des demi-bouteilles de 35 cl. Pour le quart, tant pour les vins du Rhin qu'en d'autres régions de tradition, la capacité est inférieure à 20 cl. Les mesures dérogatoires, dans l'Union européenne, sont fixées par les États membres, en conformité avec les règlements du Conseil et de la Commission européennes relatives aux « désignation, dénomination, présentation et protection de certains produits vitivinicoles ». Les États des pays tiers doivent, pour utiliser des contenances dérogatoires qui leur seraient propre et les commercialiser dans l'Union européenne, accorder des conditions de réciprocité.
Les capacités des flacons des vins mousseux ou « mousseux gazéifiés » et autres vins pétillants, effervescents et « pétillants gazéifiés » peuvent être différentes. La capacité nominale du médium champenois est de 57 cl (60 cl à ras bord). Selon la réglementation européenne, le flacon dit « flûte d'Alsace » (à « corps droit, d'apparence cylindrique, surmonté d'un col à profil allongé » est réservé aux vins d'Alsace, Crépy, Château-grillet, Côtes de Provence, Cassis, Jurançon, Béarn et Tavel.
Le type Bocksbeutel, Cantil ou Pulcianella est réservé à certains vins allemands, italiens, grecs et portugais.
Le clavelin est réservé aux vins des appellations Côte du Jura, Arbois, l'Étoile et Château-Chalon. Il s'agit d'une « bouteille en verre à col court, d'une contenance de 0,62 l, constituée d'une corps cylindrique surmonté de larges épaules donnant une apparence trapue et dont les rapports sont approximativement : hauteur totale/diamètre de base = 2,75 hauteur de la partie cylindrique = hauteur totale/2 ». En pratique, ce clavelin est réservé aux vins jaunes mais il pourrait être utilisé pour du vin de paille (généralement commercialisé en demi-bouteilles) ou à d'autres vins de ces seules quatre appellations.
Les capacités des flacons miniatures, dits « mignonnettes », pour les vins, apéritifs, vins cuits et autres, sont généralement de 5 cl mais les flacons d'une capacité inférieure à 10 cl ne sont pas soumis à des réglementations de commercialisation imposant une capacité minimale.
Toutes les bouteilles de contenance supérieure au magnum portent les noms de personnages bibliques à l'exception du double magnum, de l'impériale, du souverain, et du primat.
| Contenance (Litre) | Équivalence (bouteille) | Désignation    | Désignation      | Désignation      |
| Contenance (Litre) | Équivalence (bouteille) | Champagne      | Bourgogne        | Bordeaux         |
| ------------------ | ----------------------- | -------------- | ---------------- | ---------------- |
| 0,094              | 1/8                     | huitième       | —                | —                |
| 0,20               | 1/4                     | quart          | piccolo          | piccolo          |
| 0,25               | 1/3                     | chopine        | chopine          | chopine          |
| 0,375              | 1/2                     | demie          | demi ou fillette | demi ou fillette |
| 0,50               | 2/3                     | —              |                  | pot              |
| 0,60               | 4/5                     | médium         | —                | —                |
| 0,75               | 1                       | champenoise    | bouteille        | bordelaise       |
| 1,5                | 2                       | magnum         | magnum           | magnum           |
| 2,25               | 3                       | —              | —                | marie-jeanne     |
| 3                  | 4                       | jéroboam       | jéroboam         | double magnum    |
| 4,5                | 6                       | réhoboam       | réhoboam         | réhoboam         |
| 5,25               | 7                       | —              | —                | jéroboam         |
| 6                  | 8                       | mathusalem     | mathusalem       | impériale        |
| 9                  | 12                      | salmanazar     | salmanazar       | salmanazar       |
| 12                 | 16                      | balthazar      | balthazar        | balthazar        |
| 15                 | 20                      | nabuchodonosor | nabuchodonosor   | nabuchodonosor   |
| 18                 | 24                      | salomon        | salomon          | melchior         |
| 26,25              | 35                      | souverain      | —                | —                |
| 27                 | 36                      | primat         | —                | —                |
| 30                 | 40                      | melchizédec,   | —                | —                |
| 93                 | 124                     | Adélaïde       | —                | —                |
| 150                | 200                     | sublime        | —                | —                |

Les contenances des bouteilles peuvent varier selon la provenance des bouteilles.
La plus grosse bouteille fabriquée est la « maximus » d'une contenance de 570 litres soit 760 bouteilles de 0,75 litre, elle est partiellement soufflée puis assemblée de plusieurs pièces.

## Ornement

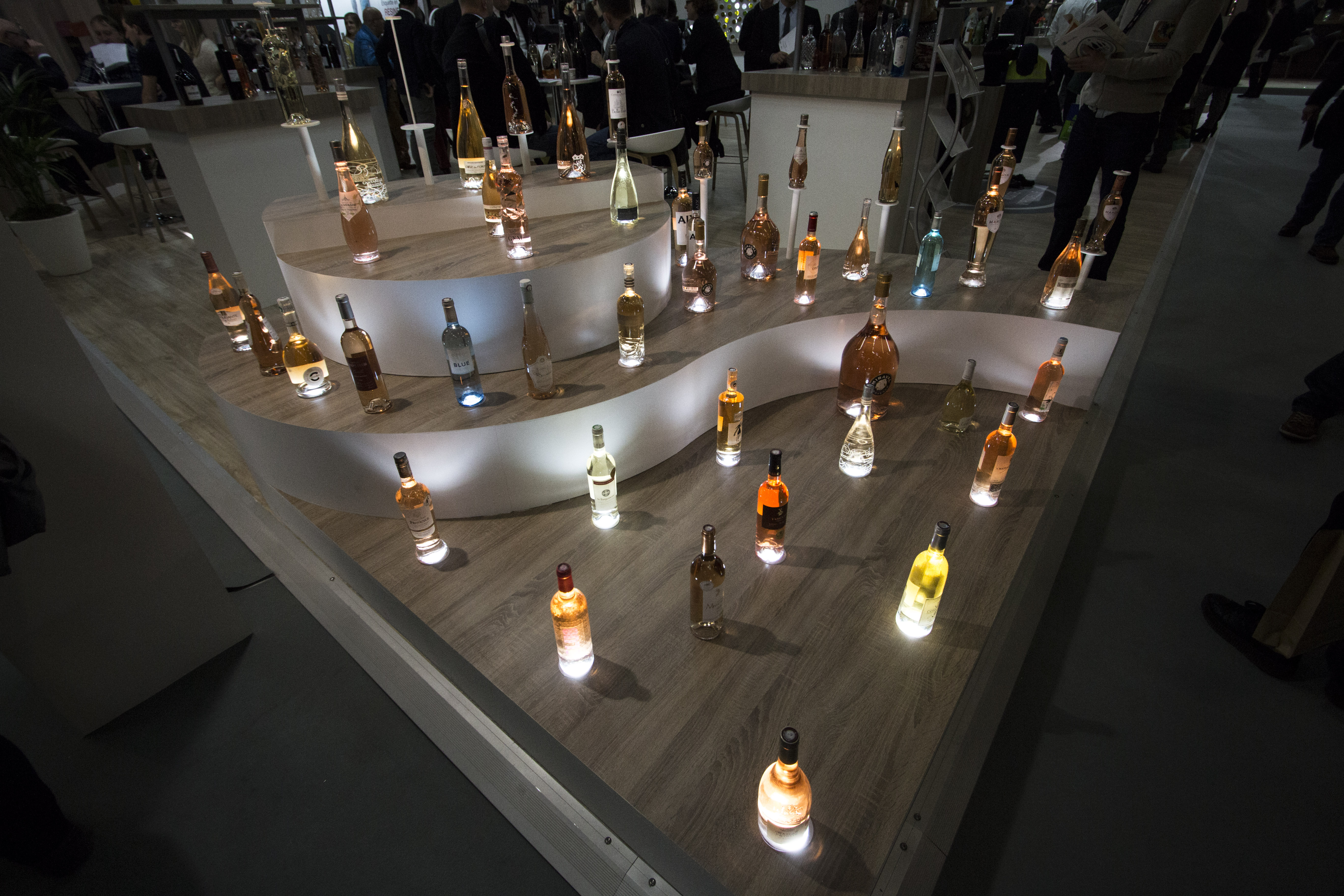
Bouteilles de vin de différents designs exposées par Verallia au salon SITEVI 2017.

Les producteurs de vin utilisent le marketing pour se différencier sur le marché, en partie en adoptant une forme de bouteille atypique. De nombreux modèles sont disponibles et faits à la demande. Certaines entreprises font mouler les bouteilles à leur nom ou leur effigie, telles le château la Nerthe sur le col, ou la maison Drappier sur le fond.
Dans l'appellation châteauneuf-du-pape, les producteurs ont adopté collectivement des bouteilles moulées : l’armoriée pour les producteurs du syndicat de l'appellation, ou la mitrale pour d'autres.
Ces distinctions, souvent déposées juridiquement, évitent également la contrefaçon.
Plusieurs entreprises se sont spécialisées dans ce marché, telle que l'entreprise Verallia.